# Greta Gerwig
Greta Celeste Gerwig (n. 4 august 1983, Sacramento, California, SUA) este o actriță, scriitoare și regizoare americană. A fost nominalizată la Globul de Aur pentru rolul său din filmul Frances Ha (2012).
A debutat ca regizoare cu filmul Lady Bird (2017), care a câștigat premiul Globul de Aur pentru cel mai bun film – muzical sau comedie la a 75-a ediție a Premiilor Globul de Aur. Ea a primit, de asemenea, două nominalizări la Oscar, la categoria cel mai bun regizor și la cel mai bun scenariu original, precum și nominalizări la Globul de Aur și BAFTA pentru cel mai bun scenariu. Gerwig este cea de-a cincea femeie nominalizată la categoria „Cel mai bun regizor” la premiile Oscar.
În calitate de regizor solo, Gerwig a scris și regizat și Little Women (2019) care a fost și el nominalizat la Premiul Oscar pentru cel mai bun film și pentru cel mai bun scenariu adaptat. Gerwig a fost inclus în lista anuală Time 100 a celor mai influenți oameni din lume în 2018. Al treilea film regizat de ea, comedia fantasy Barbie, pe care a scris-o împreună cu Noah Baumbach, a fost lansat în 2023, a primit aprecierea criticii și succesul de box office, devenind cel mai de succes debut din istorie pentru un film regizat de o femeie.

## Viața timpurie
Originară din Sacramento, California, Gerwig este fiica lui Christine (născută Sauer), asistentă medicală, și Gordon Gerwig. Ea are un frate mai mic, un arhitect peisagist. Ea are origini germane, irlandeze și engleze. A absolvit Colegiul Barnard cu o diplomă în limba engleză și filozofie. A jucat alături de Kate McKinnon.

## Carieră

### 2006–2009: începutul carierei
Inițial, Gerwig intenționa să devină dramaturg, dar s-a îndreptat către actorie când nu a fost admisă la programul de master de scenaristică. În 2006, în timp ce studia încă la Barnard, a fost distribuită într-un rol minor în LOL al lui Joe Swanberg și a apărut în Baghead de Jay și Mark Duplass. Ea a început un parteneriat cu Swanberg, devenind co-scriitoare a filmului Hannah Takes the Stairs (2007) și co-regizoare pentru Nights and Weekends (2008). Prin aceste filme, ea a devenit cunoscută ca o figură cheie în mișcarea filmului mumblecore în ascensiune la acea vreme.
Despre această perioadă din viața ei, Gerwig a spus: „Am fost cu adevărat deprimată. Aveam 25 de ani [în 2008] și mă gândeam: „Acesta ar trebui să fie cel mai bun moment și sunt nefericită”, dar simțeam că actoria mă ajută și m-am întors la cursurile de actorie.”

### 2010–2016:  Actoria
În 2010, Gerwig a jucat în filmul lui Noah Baumbach, Greenberg, alături de Ben Stiller, Rhys Ifans și Jennifer Jason Leigh. Într-o evaluare a muncii ei în acest film și în alte filme, criticul The New York Times AO Scott a descris-o pe Gerwig drept „ambasador al unui stil cinematografic care pare adesea opus ideii de stil”. „Ea pare să fie angajată într-un proiect”, a scris Scott, „oricât de fragmentar și de modest scalat, de redefinire a exact despre ce vrem să spunem atunci când vorbim despre actorie”. În 2010, Gerwig a avut  prima ei apariție în talk show la Jimmy Kimmel Live! Din 2011 până în 2015, ea a dat vocea unuia dintre personajele principale din serialul animat Adult Swim China,IL. În 2011, a fost distribuită ca rol principal într-o adaptare pilot HBO a lui The Corrections, care însă nu a fost continuată ca serie. În 2012, Gerwig a apărut în filmul lui Woody Allen To Rome with Love în vigneta John's Story, acționând alături de Jesse Eisenberg și Alec Baldwin.

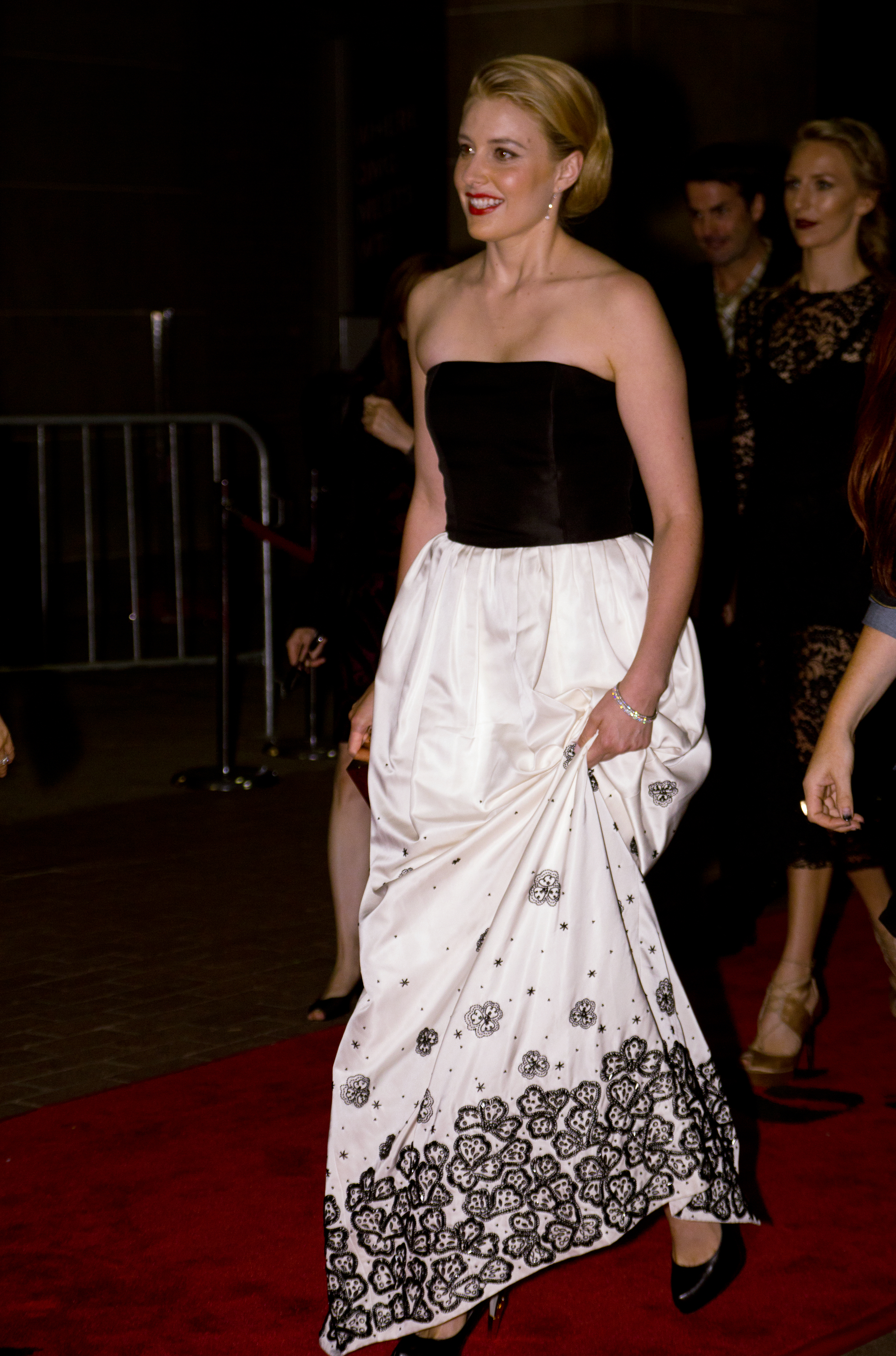
Gerwig la Festivalul Internațional de Film de la Toronto din 2012

Gerwig și Baumbach au scris împreună filmul Frances Ha, care a fost lansat în mai 2013, după ce a făcut turnee în circuitul festivalului din septembrie 2012. Gerwig a jucat rolul principal și a primit o nominalizare la Globul de Aur pentru cea mai bună actriță – comedie sau muzicală cinematografică pentru interpretarea ei.  A treia ei colaborare cu Baumbach, Mistress America , a fost lansată în august 2015  și a avut recenzii în general pozitive.
În mai 2014, Gerwig și-a făcut debutul pe scenă ca Becky în The Village Bike a lui Penelope Skinner, la Lucille Lortel Theatre din New York. Spectacolul a durat până la sfârșitul lunii iunie. Pentru interpretarea ei ea a fost nominalizată la premiul Outer Critics Circle pentru cea mai bună actriță. Gerwig a fost distribuită în rolul principal într-un spin-off al lui How I Met Your Mother intitulat How I Met Your Dad în 2014, serial care nu a continuat ca serie.
Următorul rol principal al lui Gerwig a fost în Maggie's Plan al lui Rebecca Miller, care a avut premiera ca o selecție oficială a Festivalului Internațional de Film de la Toronto din 2015, deschizând recenzii pozitive. Filmul a fost proiectat și la Festivalul de Film de la Sundance din 2016 și la cea de-a 66-a ediție a Festivalului Internațional de Film de la Berlin. În același an, Gerwig a jucat în filmele Jackie a lui Pablo Larraín și 20th Century Women a lui Mike Mills, câștigând aprecieri pentru ambele roluri. Pentru rolul din 20th Century Women ea a fost nominalizată la Critics' Choice Movie Award pentru cea mai bună actriță în rol secundar.
În 2016, a jucat în două episoade din serialul de comedie The Mindy Project.

### 2017–prezent: focus regizoral
În 2017, Gerwig și-a făcut debutul solo regizoral cu filmul de comedie-dramă Lady Bird, pe care l-a și scris. Distribuția filmului îi include pe Saoirse Ronan, Laurie Metcalf, Tracy Letts, Lucas Hedges, Timothée Chalamet, Beanie Feldstein, Stephen McKinley Henderson și Lois Smith. Lady Bird a avut premiera la Festivalul de Film Telluride și a fost lansat în cinematografe în noiembrie 2017. Filmul a încasat peste 78 de milioane de dolari față de bugetul său de 10 milioane de dolari la nivel mondial.
La lansare, Lady Bird a primit aprecieri pe scară largă a criticilor, criticii lăudând în special scenariul și regia lui Gerwig. Filmul a fost ales de National Board of Review, American Film Institute și revista Time drept unul dintre primele zece filme din 2017.
La cea de-a 75-a ediție a Premiilor Globului de Aur, Lady Bird a câștigat cel mai bun film – muzical sau comedie și cea mai bună actriță – muzical sau comedie pentru Saoirse Ronan și a primit, de asemenea, nominalizări pentru cea mai bună actriță în rol secundar pentru Laurie Metcalf și cel mai bun scenariu pentru Gerwig. La cea de-a 90-a ediție a Premiilor Oscar, a fost nominalizat pentru cel mai bun film, cel mai bun regizor și cel mai bun scenariu original pentru Gerwig, cea mai bună actriță pentru Ronan și cea mai bună actriță în rol secundar pentru Metcalf. Odată cu nominalizările anunțate, Gerwig a devenit a cincea femeie din istoria Oscarului nominalizată pentru cel mai bun regizor. Când a aflat despre nominalizări, Gerwig a spus că se afla „în diverse stări de râs, plâns și țipăt de bucurie”.
În 2018, după succesul lui Lady Bird, Gerwig a făcut parte din distribuția vocală a filmului de animație Isle of Dogs, regizat de al lui Wes Anderson, film care a avut premiera la cea de-a 68-a ediție a Festivalului Internațional de Film de la Berlin și a fost nominalizat la Premiul Oscar pentru cel mai bun film de animație.

## Legături externe
- Greta Gerwig la Internet Movie Database